# 순천 선암사 마애여래입상
순천 선암사 마애여래입상(順天 仙岩寺 磨崖如來立像)은 전라남도 순천시 승주읍 죽학리에 위치한 선암사(仙岩寺)에서 대각암(大覺庵)으로 올라가는 중간의 바위면에 새긴 불상이다. 1987년 9월 18일 전라남도의 문화재자료 제157호로 지정되었다.

## 개요
전라남도 순천시 승주읍에 위치한 선암사(仙岩寺)에서 대각암(大覺庵)으로 올라가는 중간의 바위면에 새긴 불상으로, 약 7m 높이의 바위면에 옴폭 들어가게 새겼다.
머리에는 작은 소라 모양의 머리칼을 붙여 놓았으며, 그 위에는 상투 모양의 머리묶음이 솟아 있다. 눈·코·입이 균형 잡힌 얼굴은 원만하며 얼굴에 비해 귀가 크게 새겨져 《법주사 마애여래의상》(보물 제216호)의 귀와 비슷하다.
가슴에는 만(卍)자가 새겨졌고 옷은 왼쪽 어깨에만 걸쳐 입고 있다. 왼팔에 걸친 옷자락과 가슴을 덮고 있는 옷자락은 아래로 길게 흘러내려 몸 전체를 덮고 있다. 오른손은 다리 밑으로 수직이 되게 내려뜨려 손가락을 펴고 있으며, 왼손은 팔을 굽혀 가슴 위에 붙였는데 엄지와 중지를 모으고 있다.
비록 선으로 새겼으나 단아한 얼굴, 정교한 머리칼의 표현 등에서 지방 작가의 기법을 능가하고 있다. 불상에 대한 기록이나 문헌이 없어 확실히 만들어진 연대는 알 수 없으나 고려 후기 이전에 만들어진 것으로 추정된다.

## 참고 문헌
- 선암사마애여래입상 - 국가유산청 국가유산포털